# Taylor Knibb
Taylor Knibb (født 15. februar 1998) er en amerikansk triatlet .

## Karriere
Hun repræsenterede USA ved sommer-OL 2020 i Tokyo, hvor hun vandt sølv i medleystafet.
Hun sluttede på en 19. plads i kvindernes triatlon ved sommer-OL 2024 i Paris, og vandt en sølvmedalje for USA i medleystafetten sammen med Seth Rider, Taylor Spivey og Morgan Pearson.